# Protocolo de identificación
Un protocolo de identificación, también llamado protocolo de autenticación de usuario, es un protocolo interactivo que permite a una parte probar a otra parte su identidad (autenticarse). A la parte que se identifica se le llama probador. A la parte que verifica la identidad se la llama verificador.
Pueden ser de dos tipos: criptográficos o no criptográficos
La heurística de Fiat-Shamir provee una forma para convertir un protocolo de identificación criptográfico interactivo en un esquema de firma no interactiva.

## Mecanismo general
En general el proceso de identificación sigue los siguientes pasos:
1. El probador solicita acceso a un sistema.
2. El verificador solicita al usuario que se autentique.
3. El probador aporta las credenciales que le identifican y permiten verificar la autenticidad de la identificación.
4. El verificador valida según sus reglas si las credenciales aportadas son suficientes para dar acceso al usuario o no.

Es en los dos últimos puntos donde difieren los distintos esquemas.

## Ejemplos de esquemas
Ejemplos de protocolos de identificación:
- Protocolos desafío-respuesta
- Algoritmo de identificación de Schnorr
- Esquema de identificación de Okamoto
- Esquema de identificación de Guillou-Quisquater
- Esquemas de identificación basados en la identidad
- Esquema de identificación de Feige–Fiat–Shamir